# Mondial des cidres de glace
Le Mondial des cidres est un événement à but non lucratif organisé par l’Association des Cidriculteurs artisans du Québec (CAQ) qui fait la promotion des cidres du Québec dans toutes les déclinaisons (pétillant, tranquille, de glace, cidre de feu). On peut y déguster et y acheter des cidres d'un grand nombre de producteurs.

## Historique
Le cidre de glace est un produit très nouveau puisqu'il n'a été élaboré qu'au début des années 1990. Il s’agit d’un produit de création québécoise qui a été louangé par de nombreux chefs et sommeliers. 
Anciennement, le « Mondial des cidres de glace » créé en 2007 se tenait chaque année durant la fin de semaine de la Saint-Valentin dans le village de Rougemont, à 50 km à l'est de Montréal.
En 2015, le Mondial des cidres prend la suite et se tient au Complexe Desjardins, en plein cœur de Montréal. 